# Maria-Magdalena-Platz (Krakau)

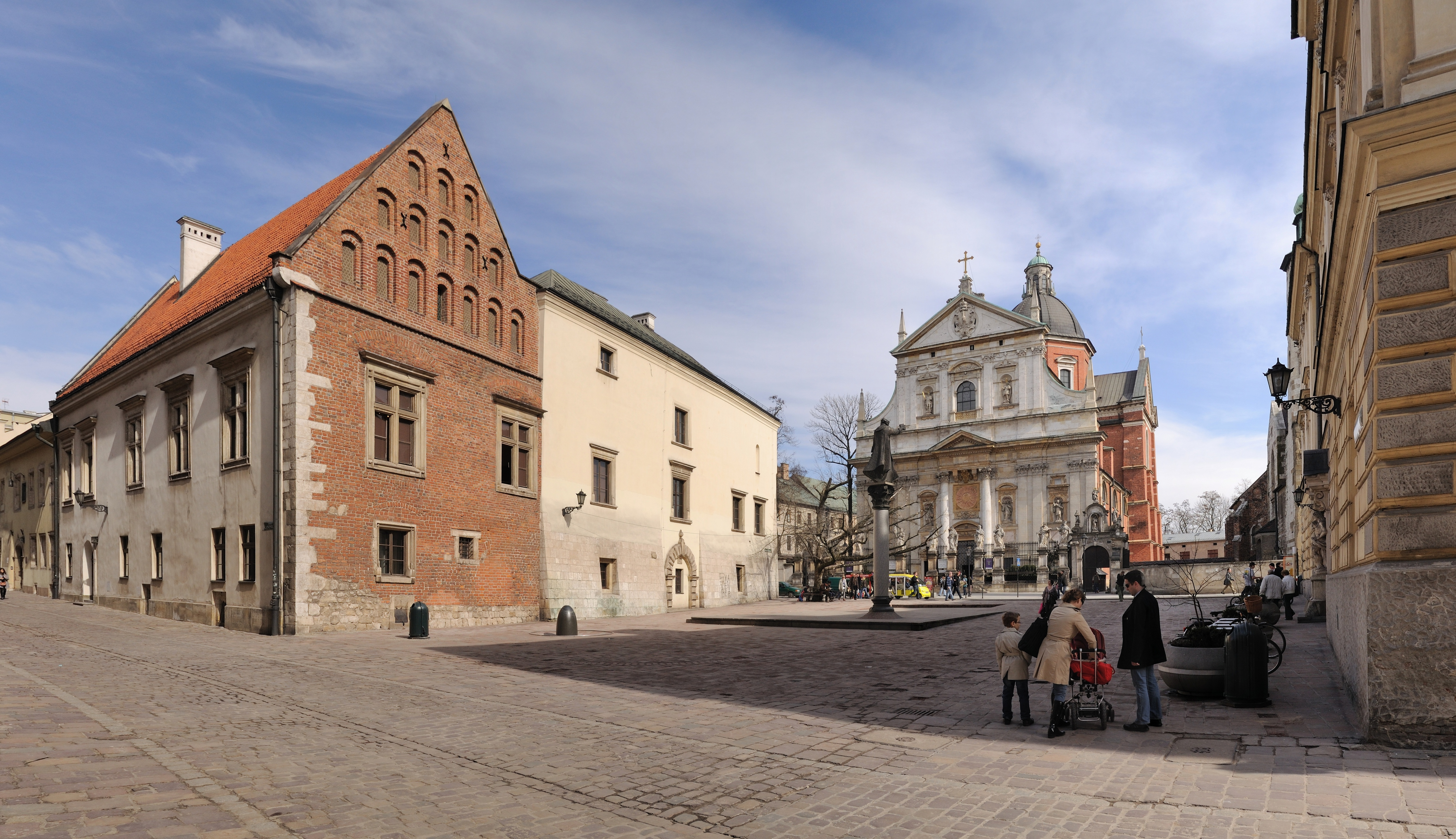
Maria-Magdalena-Platz

Der Maria-Magdalena-Platz (polnisch Plac św. Marii Magdaleny) in Krakau befindet sich in der Krakauer Altstadt in ihrem ältesten Teil Okół. Von 1952 bis 1990 trug er den Namen Veit-Stoß-Platz (polnisch Plac Wita Stwosza).

## Geschichte
Vor dem Ersten Einfall der Tataren 1241 war der Platz das Zentrum Krakaus. Ursprünglich stand auf dem Platz die romanische Maria-Magdalena-Kirche, die namensgebend für den Platz war, aber 1811 abgetragen wurde. 1996 wurde ein kleiner Springbrunnen und 2001 eine Säule zu Ehren von Piotr Skarga von Czesław Dźwigaj auf dem Platz aufgestellt. Am Platz befinden sich die Andreaskirche, die Jesuitenkirche, die Päpstliche Universität Johannes Paul II., das Instituto Cervantes und das Collegium Iuridicum.